# Kułoj
Kułoj (ros. Кулой) – osiedle typu miejskiego w północnej Rosji, na terenie obwodu archangielskiego, w północno-wschodniej  Europie.
Miejscowość liczy 6.595  mieszkańców (1 stycznia 2005 r.).